# Trichopsychoda tropicalis
Trichopsychoda tropicalis är en tvåvingeart som beskrevs av Quate 1962. Trichopsychoda tropicalis ingår i släktet Trichopsychoda och familjen fjärilsmyggor. Inga underarter finns listade i Catalogue of Life.